# Integrationsgrad
Der Integrationsgrad bezeichnet die absolute Anzahl Transistoren in einem integrierten Schaltkreis (englisch integrated circuit, IC). Der Integrationsgrad ergibt sich aus der Integrationsdichte (Anzahl Transistoren pro Flächeneinheit) und der Chipgröße (Fläche des ICs).

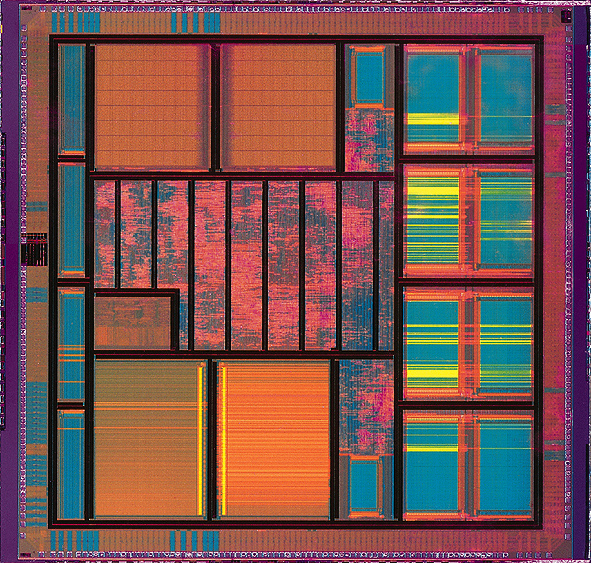
Abbildung eines VLSI Die mit ca. 12 Mio. Transistoren (Atmel Diopsis 740, Originalgröße ca. 6,7 mm × 6,7 mm)

Der Integrationsgrad wird auch logische Komplexität genannt, wenn anstelle von Transistoren Logikgatter gezählt werden. Ein Gatter entspricht etwa vier Transistoren, wie sie in der vorherrschenden CMOS-Technologie für ein ungepuffertes NAND-Gatter mit zwei Eingängen erforderlich sind. Komplexe Logikschaltungen wie Field Programmable Gate Arrays (FPGA) sind intern oft nicht aus einzelnen Gattern realisiert, sondern beispielsweise mit Lookup-Tabellen. In diesem Fall werden Gatteräquivalente gezählt, d. h. die Anzahl der Logikgatter, die zur Realisierung dieser Funktionalität notwendig wären. Komplexitätsangaben in Gatteräquivalenten lassen sich nur bedingt zwischen Herstellern vergleichen, da bei diesen Angaben große Ermessensspielräume vorhanden sind.
Integrationsgrad bzw. logische Komplexität werden sehr häufig mit Bezeichnungen wie SSI, MSISp, LSI oder VLSI (seltener auch ULSI oder SLSI) charakterisiert. SI steht hier für englisch scale integration, der jeweilige Präfix für den Grad der Integration, z. B. steht VLSI für englisch very-large-scale integration. Diese Begriffe sind uneinheitlich definiert und in der Literatur finden sich sehr unterschiedliche Zahlen. Bei (insbesondere Grafik-)Prozessoren mit mehr als 20 Milliarden Transistoren haben diese Bezeichnungen an Bedeutung verloren.
| Abk. | Bezeichnung                   | Komplexität (Gatteräquivalente) | Komplexität (Gatteräquivalente) | Komplexität (Gatteräquivalente) |
| Abk. | Bezeichnung                   | typische Interpretation         | Tanenbaum                       | Texas Instruments               |
| ---- | ----------------------------- | ------------------------------- | ------------------------------- | ------------------------------- |
| SSI  | small scale integration       | 10                              | 1–10                            | unter 12                        |
| MSI  | medium scale integration      | 100                             | 10–100                          | 12–99                           |
| LSI  | large scale integration       | 1.000                           | 100–100.000                     | 100–999                         |
| VLSI | very large scale integration  | 10.000–100.000                  | ab 100.000                      | ab 1.000                        |
| ULSI | ultra large scale integration | 100.000–1.000.000               | —                               | —                               |
| SLSI | super large scale integration | 1.000.000–10.000.000            | —                               | —                               |
| ELSI | extra large scale integration | 10.000.000–100.000.000          | —                               | —                               |
| GLSI | giant large scale integration | > 100.000.000                   | —                               | —                               |